# زیردریایی کلاس وایکینگ

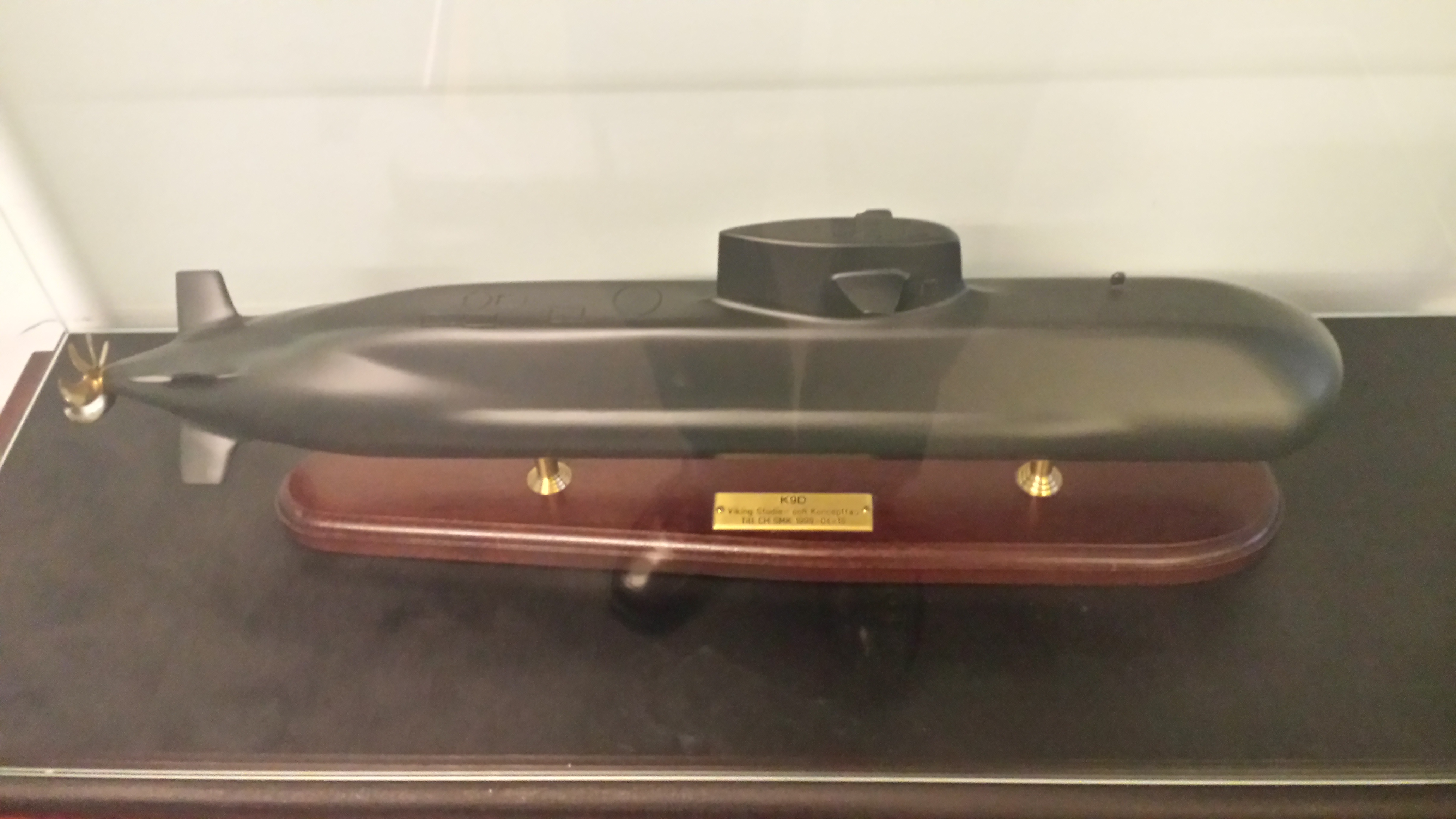
مدلی از زیردریایی کلاس وایکینگ

زیردریایی کلاس وایکینگ (به انگلیسی: Viking-class submarine) یک کلاس از زیردریایی است که طول آن ۵۲–۶۰ متر (۱۷۱–۱۹۷ فوت) می‌باشد.